# Đồng sáng tạo
Đồng sáng tạo (tiếng Anh: Co-creation) trong bối cảnh của một doanh nghiệp, đề cập đến quá trình thiết kế sản phẩm hoặc dịch vụ trong đó người tiêu dùng đóng vai trò trung tâm từ đầu đến cuối. Bao quát hơn, thuật ngữ này cũng được sử dụng cho bất kỳ phương thức mà một doanh nghiệp cho phép người tiêu dùng gửi ý tưởng, thiết kế hoặc cung cấp nội dung. Ngoài ra, thuật ngữ này có một ý nghĩa khác: đó là việc những người bình thường cùng nhau tạo ra giá trị, cho dù mục đích cuối cùng có phục vụ cho hoạt động của một doanh nghiệp nào đó hay không.
Khái niệm này có thể được nhìn nhận như một hướng tiếp cận mới đến định nghĩa về giá trị. Prahalad & Ramaswamy đã miêu tả "Đồng sáng tạo" như một quan điểm tập trung vào khách hàng, đối lập với lối suy nghĩ tập trung vào doanh nghiệp như truyền thống. Theo cách nhìn truyền thống, người tiêu dùng không nằm trong quá trình tạo ra giá trị, doanh nghiệp tự quyết định phương thức và cấu trúc của quá trình. Ngược lại, với quan điểm "customer-centric", người tiêu dùng đóng vai trò quan trọng trong chu trình đó, có quyền và ảnh hưởng nhất định đến hoạt động của doanh nghiệp. Theo cách nhìn truyền thống, mục tiêu của doanh nghiệp là thu nhận giá trị tiền bạc từ người tiêu dùng, trong khi hiện tại mục tiêu là cùng tạo lập giá trị cho cả hai phía.

## Lịch sử hình thành và phát triển
Trong quá trình xem xét lại những kiến thức liên quan đến việc "khách hàng tham gia vào quá trình sản xuất sản phẩm", Neeli Bendapudi và Robert P. Leone đã nhận ra rằng định nghĩa "Đồng sáng tạo" đã xuất hiện từ năm 1979.
Năm 1990, John Czepiel đề xuất rằng sự tham gia của khách hàng trong hoạt động của doanh nghiệp có thể dẫn đến sự hài lòng và thỏa mãn nhiều hơn cho họ. Cũng cùng năm 1990, Scott Kelley, James Donnelly và Steven J. Skinner đưa ra những đề xuất trong việc nhìn nhận vai trò của khách hàng trong nhiều mảng: chất lượng, năng lực thể hiện của đội ngũ nhân viên và sự phản hồi với sản phẩm.
Một bài viết bởi  R. Normann và R. Ramirez năm 1993 đề xuất rằng những doanh nghiệp thành công không tập trung vào chính họ hay tập trung vào ngành, mà chính ở hệ thống kiến tạo giá trị.  Michel, Vargo và Lusch nhận thức được rằng có sự tương đồng trong khái niệm "đồng sáng tạo" giữa những nghiên cứu của họ và Normann - cụ thể là ý tưởng của Normann về "density of offerings" (tạm dịch là: mật độ của đề xuất) rất đáng giá đối với họ.
Năm 1995, Michael Schrage đồng tình rằng không phải tất cả khách hàng đều giống nhau trong khả năng mang lại kiến thức cho doanh nghiệp.
Năm 1995, Firat, Fuat, Dholakia và Venkatesh lần đầu giới thiệu khái niệm "customerization" - một hình thức của việc cá nhân hóa sản phẩm/ dịch vụ theo nhu cầu của người mua - và khẳng định rằng điều này sẽ giúp khách hàng đóng vai trò như người đồng sản xuất với doanh nghiệp. Tuy nhiên, Bendapudi và Leone năm 20003 đã kết luận rằng "việc đồng sản xuất chỉ mang lại sự cá nhân hóa hiệu quả khi khách hàng có chuyên môn trong lĩnh vực đó".
Định nghĩa "đồng sáng tạo" lần đầu được định hình như một chiến lược trong hai bài báo viết năm 1996 và 1999 bới Kambil và những nhà đồng tác giả. Trong bài nghiên cứu "Reinventing Value Propositions" (Tái thiết lập nhận thức về giá trị) (năm 1996) Kambil, Ginsberg và Bloch trình bày khái niệm đồng sáng tạo như một chiến lược để chuyển đổi nhận thức về giá trị khi làm việc với khách hàng hoặc những nguồn lực bổ trợ. Trong tài liệu "Co-creation: A new source of value" (Đồng sáng tạo: Một nguồn giá trị mới) năm 1999 Kambil, Friesen và Sundaram đã nhận định đồng sáng tạo như một nguồn giá trị quan trọng được hỗ trợ bởi Internet). Đồng thời, họ đã phân tích những rủi ro công ty cần xem xét trong khi tối ưu hóa chiến lược này.
Năm 2000, C. K. Prahalad và Venkat Ramaswamy đã truyền bá khái niệm này trong bài báo "Co-Opting Customer Competence" (tạm dịch là Kết hợp với năng lực cạnh tranh của khách hàng). Trong cuốn sách "The future of competition"  (2004), họ định nghĩa đồng sáng tạo như việc doanh nghiệp và khách hàng cùng nhau tạo ra giá trị, cho phép khách hàng cùng xây dựng trải nghiệm dịch vụ để phù hợp với nhu cầu, ngữ cảnh riêng của họ".
Cùng năm 2004, Vargo và Lush giới thiệu khái niệm "service-dominant logic" trong marketing. Một trong những trọng điểm trụ cột được nhắc đến là việc " khách hàng luôn là người đồng sản xuất". Tuy nhiên, Prahalad nhận định rằng Vargo và Lush chưa phân tích đủ sâu về luận đKalaignanam và Varadarajan đã phân tích những ứng dụng công nghệ thông tin cho việc đồng sáng tạo
Năm 2006, Kalaignanam và Varadarajan đã phân tích những ứng dụng công nghệ thông tin cho việc đồng sáng tạo.  Họ cho rằng sư phát triển trong công nghệ thông tin sẽ hỗ trợ cho đồng sáng tạo qua việc giới thiệu một mô hình khái niệm về sự tham gia của khách hàng - như một tính chất của sản phẩm, thị trường, người tiêu dùng và doanh nghiệp. Tác giả đề xuất rằng những vấn đề về phía cầu sẽ ảnh hưởng tiêu cực đến sự thỏa mãn.
Trong những năm giữa của thập niên 2000, định nghĩa "Đồng sáng tạo" và những khái niệm tương tự như "crowdsourcing" hay "open innovation" lan rộng và trở nên phổ biến từ nhiều nguồn thông tin khác nhau, điển hình như cuốn sách Wikinomics.
Jansen và Pieters (2013) nói rằng "Đồng sáng tạo" thường được sử dụng như một từ ngữ thông dụng với nhiều ý nghĩa. Theo họ, thuật ngữ này có thể bị sử dụng sai cách trong mảng nghiên cứu thị trường, ví dụ như phỏng vấn nhóm hay phân tích dịch vụ mạng xã hội (tiếng Anh: Social media). Họ cho rằng những hoạt động chung hay thu thập thông tin đầu vào từ khách hàng là không đủ để được gọi là "đồng sáng tạo" - điều mà theo đúng nghĩa phải là "việc người tiêu dùng cuối cùng đóng vai trò chủ động, linh hoạt trong nguyên một quá trình liên tục". Sau cùng, họ giới thiệu về thuật ngữ "complete co-creation" (tạm dịch là đồng sáng tạo trọn vẹn) với những định nghĩa như sau: "một quá trình tạo lập giá trị minh bạch với sự kết hợp và hỗ trợ liên tục, hiệu quả giữa những bên liên quan, trong đó người tiêu dùng cuối cùng đóng vai trò trung tâm"."Complete co-creation" được nhận định là câu trả lời thực tế và toàn diện nhất cho những cách nhìn học thuật về "co-creation" trước đó.
Khái niệm về việc đồng sáng tạo giá trị cũng được áp dụng trong lĩnh vực giáo dục khi Dolinger, Lodge & Coates định nghĩa nó như "quá trình học sinh phản hồi lại quan điểm, thái độ hay những nguồn lực khác như trí thông minh, nhân cách tích hợp với nguồn lực của tổ chức".

## Sự thay đổi trong quyền lực người tiêu dùng
Người tiêu dùng ngày nay được hưởng một nền giáo dục tốt hơn, nhu cầu và mong muốn đa dạng hơn, đồng thời cũng trở thành một nguồn lực tiềm năng để khai thác đối với doanh nghiệp. Nhìn một cách tổng quan, trong cuốn sách "Collaboration and Co-creation - New platforms for marketing and innovation", tác giả Gaurav Bhalla khắc họa sự biến đổi của khách hàng trong thời đại số so với trước đây qua bảng 2.1. Ông  khẳng định: Trong thời đại số hóa hiện tại, khách hàng không chỉ là người tiêu thụ mà còn là nhà sản xuất, hợp tác, thậm chí là đối thủ của doanh nghiệp và nhiều hơn thế.
|                                   | Trước đây                                                             | Thời đại số hóa |
| --------------------------------- | --------------------------------------------------------------------- | --- |
| Danh tính                         | Người tiêu dùng, người phản hồi.                                      | Cộng sự sáng tạo Prosumer                                                                                                   |
| Vai trò                           | Là người tiêu dùng giá trị một cách thụ động                          | Là người hợp tác năng động, đồng sản xuất giá trị cùng doanh nghiệp                                                         |
| Vị trí                            | Cố định, vô hình. Là mắt xích cuối cùng trong chuỗi giá trị           | Linh hoạt, hữu hình. Xuất hiện mọi nơi, mọi lúc                                                                             |
| Nguồn thu thập Insight            | Qua khảo sát, quan sát chủ quan từ phía doanh nghiệp                  | Qua những câu chuyện, sự tương tác chân thật giữa người tiêu dùng và doanh nghiệp                                           |
| Nguồn thông tin, yếu tố ảnh hưởng | Qua quảng cáo của doanh nghiệp. Tin vào quan điểm của chuyên gia      | Qua tiếp thị truyền miệng (tiếng Anh: Word-of-mouth), truyền thông xã hội, những nhóm cộng đồng mà người tiêu dùng tham gia |
| Hợp tác với doanh nghiệp          | Dựa trên giao dịch                                                    | Dựa trên sự tương tác và trải nghiệm doanh nghiệp mang lại                                                                  |
| Định hình khái niệm về giá trị    | Doanh nghiệp đề xuất "One size fits all" (tạm dịch là một cho tất cả) | Chính người tiêu dùng quyết định Tính độc đáo và cá nhân hóa                                                                |
| Yêu cầu chính về giá trị cung cấp | Thương hiệu mang lại giá trị, đặc tính sản phẩm gì cho khách hàng     | Khách hàng và doanh nghiệp cùng tạo ra giá trị gì: những giải pháp độc đáo, trải nghiệm cá nhân hóa...                      |

## Lối tư duy của doanh nghiệp trong việc đồng sáng tạo
Cùng với sự thay đổi ở người tiêu dùng trong thời kỳ mới, tư duy của các nhà quản trị doanh nghiệp cũng cần thay đổi để phát triển và thực hiện việc áp dụng đồng sáng tạo. Ba điều kiện tiên quyết cho một tư duy mới gồm:
Sự xác thực (tiếng Anh: Authenticity)
Khách hàng và doanh nghiệp đều có những mong muốn riêng đối với việc phát triển hoặc thay đổi sản phẩm. Tính xác thực đối với doanh nghiệp thể hiện qua sự minh bạch của thông tin doanh nghiệp cung cấp và xây dựng sự tin tưởng của khách hàng đối với doanh nghiệp. Đạt được tính xác thực là không thể nếu mọi tương tác với khách hàng đều liên quan đến yếu tố thương mại như bán hàng, quảng bá sản phẩm.
Tính linh hoạt (tiếng Anh: Flexibility)
Ngày nay khách hàng có nhiều cơ hội hơn để nói lên ý kiến của mình. Trong một vấn đề có thể có nhiều góc nhìn khác nhau, bao gồm tích cực và tiêu cực. Tính linh hoạt thể hiện qua sự sẵn sàng phản hồi từ công ty đối với các quan điểm đối nghịch. Điều đó chứng minh được rằng: công ty đang nhận thức và lắng nghe các ý kiến trái chiều từ phía khách hàng, từ đó sẵn sàng xem xét lại niềm tin và hành động của chính mình.
Niềm tin (tiếng Anh: Conviction)
Tuy khách hàng không là một phần của nội bộ doanh nghiệp nhưng vẫn có những đóng góp thông qua việc đề ra những ý tưởng cho doanh nghiệp trong quá trình tham gia đồng sáng tạo. Niềm tin của doanh nghiệp đối với khách hàng thể hiện qua sự khách quan trong việc lựa chọn, đánh giá đề xuất của người tham gia và sự nghiêm túc trong việc áp dụng và thực hiện hóa ý tưởng.

## Cấu trúc
Theo tác giả Gaurav Bhalla, để giúp một công ty xây dựng khả năng đồng sáng tạo cốt lõi cần phải có bốn yếu tố kết hợp với nhau. Đầu tiên, các công ty và tổ chức cần lắng nghe khách hàng của họ. Thứ hai, họ cần tiếp cận và thu hút khách hàng tham gia vào cuộc đối thoại. Thứ ba, họ cần phản ứng với các đối tượng bên ngoài và tạo ra phương tiện để cùng tạo ra giá trị với khách hàng. Cuối cùng, các công ty cần phải đáp ứng nội bộ, bằng cách đầu tư vào các cấu trúc và quy trình đồng sáng tạo. Bốn yếu tố kết hợp cùng nhau tạo ra khả năng hợp tác của khách hàng và đồng sáng tạo trong các công ty. Mỗi thành phần này sẽ được thảo luận chi tiết hơn dưới đây:

### Lắng nghe

#### Cách thức lắng nghe
Cốt lõi của việc lắng nghe là cách các tổ chức nhận thức và cảm nhận thế giới xung quanh nơi mà họ hoạt động, bất kể tổ chức đó thuộc mô hình kinh doanh nào. Các tổ chức thường sử dụng nhiều hơn một phương pháp để lắng nghe đa chiều, đặc biệt là các phương pháp liên quan đến khách hàng. Những cách chính mà các tổ chức sử dụng để lắng nghe là:
- Nghiên cứu Marketing truyền thống: Lắng nghe ý kiến của khách hàng thông qua bảng khảo sát, phỏng vấn sâu, phỏng vấn nhóm,...
- Quan sát: Ghi lại cách ứng xử của khách hàng và bối cảnh khi hành vi đó xảy ra.
- Lắng nghe kĩ thuật số: Ghi lại các cuộc hội thoại của khách hàng xảy ra ở nhiều trang web khác nhau: phương tiện truyền thông xã hội, trang web của công ty, diễn đàn hỗ trợ và chatroom.

#### Đặc điểm của chương trình lắng nghe hiệu quả
- Hình thức (tiếng Anh: Formality): Liên quan đến một cam kết chính thức về tài nguyên (thời gian, tiền bạc và con người) cho quá trình lắng nghe. 
Nếu một công ty dành thời gian, tiền bạc và công sức cho một hoạt động thì họ sẽ chú ý nhiều hơn đến kết quả của nỗ lực và nghiêm túc hơn trong các hoạt động.
- Khung xây dựng (tiếng Anh: Framing): Dựa vào nhiều khung xây dựng và quan điểm để lắng nghe, hiểu và đúc kết insights. 
Khung giống như các lược đồ hướng dẫn cách chúng ta diễn giải những gì chúng ta thấy hoặc nghe. Framing đề cập đến các bộ lọc, hệ thống các quy tắc và giả định mà các công ty sử dụng để hiểu ý nghĩa của những gì họ đang nghe. Để lắng nghe hoàn chỉnh và hiệu quả, điều quan trọng là người nghe thử nghiệm các khung khác nhau để diễn giải những gì họ đang nghe và không bị phụ thuộc quá nhiều vào bất kỳ một khung nào.
- Sự đa dạng (tiếng Anh: Diversity): Sử dụng một bộ công cụ lắng nghe đa dạng phù hợp với từng nhiệm vụ.
Do môi trường nghe rất phức tạp và đa dạng. Có rất nhiều diễn đàn kỹ thuật số có các cuộc hội thoại đa dạng - khiếu nại, đề xuất, lời khuyên, câu hỏi và chia sẻ kinh nghiệm cá nhân, bên cạnh đó cuộc trò chuyện cũng có thể diễn ra ngoại tuyến.
- Tính năng động (tiếng Anh: Dynamism): Di chuyển các nỗ lực lắng nghe đến nơi hành động hoặc nơi diễn ra các cuộc hội thoại của người tiêu dùng. 
Do thách thức với việc lắng nghe là các cuộc hội thoại của khách hàng liên tục thay đổi - về mặt nơi họ đang diễn ra và các chủ đề đang được thảo luận.

### Tiếp cận

#### Đặc điểm của một cách tiếp cận khách hàng thành công
- Sự quan tâm và đam mê của khách hàng: Sự tham gia của khách hàng chỉ hiệu quả khi họ có chung niềm đam mê, sở thích và sẵn sàng hành động theo đam mê. Không có sự đầu tư về thời gian và sức lực, khách hàng được xem là chưa sẵn sàng để tham gia vào quy trình đồng sáng tạo.
- Mục đích xác thực: Để khách hàng thoải mái chia sẻ ý tưởng và thể hiện bản thân, doanh nghiệp cần tạo ra một môi trường đồng sáng tạo có mục đích rõ ràng nơi mà khách hàng không bị lợi dụng để bán hàng hoặc quảng bá thương hiệu.
- Tương tác đa chiều: Cuối cùng, sự tham gia của khách hàng thực sự phát huy hết tiềm năng khi khách hàng có thể tự tương tác với nhau theo cách riêng của họ và công ty tài trợ cho sự tham gia để tạo điều kiện, khuyến khích khách hàng trong suốt quá trình đồng sáng tạo.

#### Nền tảng tiếp cận
Để thu hút khách hàng một cách hiệu quả, các công ty cần đưa ra hai quyết định chính:
- Các công ty sẽ thu hút khách hàng của họ ở đâu?
- Những khía cạnh hoặc chủ đề nào sẽ cung cấp chất xúc tác cho các sáng kiến tham gia?

#### Các yếu tố kích thu hút sự tiếp cận của khách hàng
Một số lượng đáng kể sự tham gia của khách hàng diễn ra trên phương tiện truyền thông xã hội và trong môi trường kỹ thuật số đang ngày càng gia tăng. Các công ty có thể cải thiện hiệu suất của các sáng kiến thu hút khách hàng của họ trong môi trường kỹ thuật số bằng cách chú ý đến bốn yếu tố sau đây:
- Ý định: Tại sao công ty muốn thu hút khách hàng của mình?
- Kiểm soát: Ai kiểm soát sự tương tác?
- Cơ sở tham gia: Tất cả những người tham gia có vai trò không?
- Ưu đãi tham gia: Phần thưởng được tham gia như thế nào?

### Phản hồi ngoại bộ
Trong việc phản hồi đối với yếu tố bên ngoài như cộng đồng khách hàng hoặc các chuyên gia, hoạt động đồng sáng tạo hiếm khi xảy ra trọng một bước lớn tự phát mà được chia thành một số bước thăm dò và phát triển trước khi công ty và khách hàng đi đến một đề xuất ý tưởng cụ thể. Mỗi doanh nghiệp có một chu trình khác nhau trong phản hồi ngoại bộ nhưng nhìn chung có những bước cơ bản sau:

#### Thiết lập mục tiêu
Một doanh nghiệp tiếp cận với dự án đồng sáng tạo bởi vì doanh nghiệp muốn tạo ra giá trị khách hàng cũng như cổ đông của họ. Các mục tiêu của đồng sáng tạo thường được gộp thành những nhóm sau:
- Tạo dựng: Ở đây, mục tiêu của công ty là thu hút các ý tưởng, đề xuất từ khách hàng để sử dụng sau này trong thiết kế và phát triển sản phẩm và dịch vụ. Sau đó lập một danh sách ngắn các ý tưởng để phát triển hơn nữa.
- Sàng lọc: Dựa vào danh sách các ý tưởng, doanh nghiệp sàng lọc những ý tưởng phù hợp, mục tiểu là để phát triển sản phẩm mới, tinh chỉnh một hoặc nhiều tính năng, khía cạnh của sản phẩm, dịch vụ hiện tại hoặc đa dạng hóa sản phẩm.
- Sáng tạo: Các chuyên gia của công ty phát triển một nguyên mẫu của một sản phẩm hoàn toàn mới hoặc sản phẩm được cải tiến. Trong hầu hết các trường hợp, nguyên mẫu cần tinh chỉnh nhiều lần khi nó sẵn sàng để thương mại hóa.

#### Xây dựng nền tảng
Sau khi đề ra được các mục tiêu mà doanh nghiệp muốn đạt được thì tiếp theo là tạo ra một nền tảng (vật lý hoặc điện tử) để khách hàng hoặc chuyên gia có thể tham gia vào việc đề xuất các ý tưởng của mình.

#### Chọn những người cộng tác phù hợp
Tiếp theo là việc lựa chọn nhóm người phù hợp tham gia vào đồng sáng tạo với doanh nghiệp, vì bản chất sáng tạo và mong muốn hợp tác của mỗi khách hàng là khác nhau. Về cơ bản thì doanh nghiệp có 2 lựa chọn:
- Nhóm người dùng cuối của doanh nghiệp: những người sáng tạo, có ý tưởng, đam mê và năng lượng, nhưng không được đào tạo chính thức trong nhiệm vụ phát triển và thiết kế sản phẩm.
- Nhóm các chuyên gia: những người được đào tạo chính thức như các nhà khoa học, chuyên gia thiết kế, kỹ sư và chuyên gia máy tính.

#### Thiết kế công cụ và quy trình
Khi một nhóm khách hàng hoặc chuyên gia đề xuất những ý tưởng tiềm năng, để hiện thực hóa những đóng góp này, doanh nghiệp cần các công cụ và quy trình để chuyển đổi sự sáng tạo của họ thành hữu hình. Tùy thuộc vào loại sản phẩm cũng như đối tượng tham gia, mỗi doanh nghiệp sẽ có những quy trình và công cụ được sử dụng khác nhau, ví dụ:
- Những quy trình phổ biến: thiết kế dựa bởi người tiêu dùng chính, thiết kế bởi số đông...
- Các công cụ được dùng phổ biến: Thiết bị mô phỏng, công cụ giúp trải nghiệm sản phẩm, công cụ thiết kế nguyên mẫu...

#### Xây dựng hợp đồng
Tuy việc tham gia của khách hàng bắt nguồn từ tình yêu với thương hiệu hoặc niềm đam mê thiết kế sản phẩm, đồng sáng tạo là một quy trình kinh doanh chính thức đòi hỏi phải có hợp đồng giữa hai bên: người tham gia và doanh nghiệp. Hợp đồng thường được soạn thảo đối với những ý tưởng đã được lựa chọn, người tạo ra ý tưởng sẽ được hưởng một số nguồn lợi như tài chính, sản phẩm hữu hình cho những đóng góp của họ với doanh nghiệp. Về phía doanh nghiệp, họ sẽ được toàn quyền sử dụng ý tưởng đó để tạo ra sản phẩm thương mại.

### Phản hồi nội bộ
Những dự án đồng sáng tạo thành công cần phải dựa vào một nền tảng doanh nghiệp đứng đằng sau và có sự đầu tư về chiến lược và nguồn lực trước đó.

#### Cách thức tổ chức doanh nghiệp
Theo tác giả Gaurav Bhalla, có ba mức độ thực thi đồng sáng tạo dựa vào hai yếu tố chính: Khả năng hợp tác, tương tác phía khách hàng và mục đích trọng tâm của việc đồng sáng tạo.
- Mức độ thấp: Khi doanh nghiệp lắng nghe và kết nối với ý tưởng của người tiêu dùng chỉ để giải quyết vấn đề riêng của công ty, thay vì bắt đầu và duy trì những cuộc đối thoại trực tiếp với khách hàng. Trong trường hợp này, người tiêu dùng có khả năng phản hồi một chiều nhưng không thể kết nối, tương tác với doanh nghiệp hay người tiêu dùng khác. Cộng đồng của Starbuck, My Starbucks Visit, là một nền tảng thu thập phản hồi của khách hàng qua những lần trải nghiệm tại Starbuck. Người tiêu dùng có thể điền thông tin phản hồi vào bảng khảo sát, nhận phần thưởng miễn phí nhưng không thể tương tác trực tiếp với nhân viên Starbuck hay người dùng khác.
- Mức độ trung bình: Doanh nghiệp trong nhóm này đã đầu tư nhiều hơn trong việc lắng nghe và tiếp cận người tiêu dùng qua việc tận dụng cộng đồng mà khách hàng tham gia, không gian vật lý hoặc kỹ thuật số để khai thác ý tưởng. Tuy nhiên, do hạn chế về nguồn lực, việc đồng sáng tạo không thể thực hiện trong phạm vi rộng lớn, bao quát mọi hoạt động của doanh nghiệp. Phần lớn doanh nghiệp trên thị trường đang nằm ở mức độ này.
- Mức độ cao: Sự hợp tác giữa người tiêu dùng và doanh nghiệp diễn ra xuyên suốt quá trình tạo ra giá trị dựa trên một chu trình được thiết kế toàn diện: lắng nghe, tiếp cận và phản hồi. Thương hiệu Threadless chính là ví dụ cho cấp độ này, khi việc thu hút người tiêu dùng tham gia đồng sáng tạo là DNA của doanh nghiệp, tạo nên sự khác biệt trên thị trường.
Cấp độ thực hiện đồng sáng tạo có khả năng thay đổi, phụ thuộc vào chiến lược công ty và tình hình thị trường. Doanh nghiệp có thể bắt đầu bằng việc hợp tác với người tiêu dùng ở mức độ thấp sau đó tăng dần lên.

#### Cách thức thực hiện
Việc tự tổ chức hoạt động đồng sáng tạo không phải là một lựa chọn duy nhất. Doanh nghiệp có thể sử dụng dịch vụ chuyên biệt từ bên thứ ba - bên trực tiếp thực hiện và quản lý dự án đồng sáng tạo đại diện cho doanh nghiệp - hay còn gọi là "trung gian cải tiến"  (tiếng Anh: Innovation Intermediaries)

## Các loại đồng sáng tạo
Matthew S. O'Hern and Aric Rindfleisch đã phân chia các loại đồng sáng tạo khác nhau dựa trên mức độ hoạt động đóng góp của khách hàng (bị giới hạn hoặc không giới hạn) và hoạt động lựa chọn ý tưởng mới (doanh nghiệp hoặc khách hàng đóng vai trò chính trong việc quyết định), cụ thể có bốn loại đồng sáng tạo như sau:

### Collaborating
Hoạt động đóng góp của khách hàng không giới hạn, khách hàng đóng vai trò chính trong việc ra quyết định.

#### Lợi ích
Làm giảm đáng kể chi phí phát triển sản phẩm mới thông qua khách hàng thay vì nhân viên. Bên cạnh đó, không giống như các dự án phát triển sản phẩm mới truyền thống (có ngày bắt đầu và ngày kết thúc), collaborating là một quá trình diễn ra liên tục. Điều này sẽ giúp các công ty luôn đi đầu trong việc cung cấp một cơ chế cải tiến sản phẩm liên tục và nâng cao phúc lợi của khách hàng bằng cách đẩy nhanh tốc độ tạo ra những cải tiến mới cho người dùng.

#### Thách thức
Đòi hỏi người đồng sáng tạo phải có trình độ và kiến thức cao. Yêu cầu đầu vào như vậy có thể không khuyến khích khách hàng có kỹ năng thấp hơn và ít hiểu biết hơn tham gia đầy đủ vào quá trình đổi mới. Hơn nữa, sự hợp tác thành công đòi hỏi các công ty phải nhượng lại quyền quản lý và nới lỏng quyền kiểm soát đối với tài sản trí tuệ của họ. Do đó, việc hợp tác có thể đặc biệt khó khăn đối với các công ty có cơ cấu tổ chức tập trung cao và đầu tư lớn vào tài sản độc quyền. Vì vậy, các công ty có thể buộc phải đạt được sự cân bằng khó khăn giữa kiểm soát và công khai.

#### Ví dụ
Collaborating được nhìn thấy trong các sáng kiến phần mềm nguồn mở như Linux, Apache và Firefox. Trái ngược với phần mềm thương mại - nơi đặt ra những hạn chế đáng kể đối với quyền sử dụng của người tiêu dùng, phần mềm nguồn mở trao quyền cho người dùng thực hiện các thay đổi cơ bản đối với cấu trúc của chương trình. Sự cởi mở này cũng ảnh hưởng đến cách quản lý tài sản trí tuệ, vì nhiều giấy phép nguồn mở cho rằng các thay đổi chương trình được cung cấp miễn phí cho những người dùng khác.

### Tinkering
Hoạt động đóng góp của khách hàng không giới hạn, doanh nghiệp đóng vai trò chính trong việc ra quyết định.

#### Lợi ích
Trong thị trường có mật độ cạnh tranh cao, Tinkering có thể cung cấp một cơ sở làm gia tăng sự khác biệt hóa của sản phẩm. Bên cạnh đó, bằng cách tận dụng sự đóng góp của tinkerers, các công ty có thể hỗ trợ khách hàng thỏa mãn nhu cầu của chính họ và chia sẻ giải pháp của họ với những khách hàng khác có thể có nhu cầu tương tự, từ đó tăng khả năng chấp nhận sản phẩm mới của thị trường.

#### Thách thức
Tinkering đòi hỏi mức độ đáng kể về kiến thức và chuyên môn của người dùng để sửa đổi công nghệ cơ bản của sản phẩm. Tuy nhiên, với sự sẵn có ngày càng cao của các công cụ, người tiêu dùng không phải là chuyên gia vẫn có thể thực hiện sửa đổi với mức chi phí thấp. Tinkering cũng có thể ngăn cản khách hàng mua bản phát hành mới trong tương lai và biến khách hàng trở thành đối thủ cạnh tranh đáng gờm. Vì vậy, công ty phải đảm bảo rằng các bản phát hành mới vượt qua cả chức năng của các sản phẩm hiện có, đồng thời thể hiện sự vượt trội so với các phiên bản đã được tạo ra và cung cấp miễn phí bởi các Tinkers. Ngoài ra, những thay đổi của Tinkerers có thể có tác động tiêu cực đến tài sản thương hiệu.

#### Ví dụ
Trong ngành công nghiệp trò chơi máy tính, nhiều nhà sản xuất trò chơi mời người dùng thực hiện các thay đổi, chẳng hạn như chỉnh sửa ngoại hình nhân vật hoặc tạo ra một trò chơi máy tính hoàn toàn mới. Để hỗ trợ các nhà nghiên cứu thực hiện những thay đổi này, một số nhà sản xuất trò chơi máy tính cung cấp cho khách hàng các công cụ thiết kế miễn phí hoặc chi phí thấp tương tự hoặc thậm chí giống với các công cụ được sử dụng bởi các nhà phát triển phần mềm nội bộ của họ (Moon và Sproull 2001; Nieborg 2005). Việc các sáng tạo của người dùng có được đưa vào sản phẩm chính thức hay không cuối cùng do công ty quyết định. Chiến lược này thường dẫn đến những sáng tạo bất ngờ, được các game thủ khác áp dụng rộng rãi và thành công trên thị trường cho các công ty sản xuất trò chơi.

### Co-designing
Hoạt động đóng góp của khách hàng bị giới hạn, khách hàng đóng vai trò chính trong việc ra quyết định.

#### Lợi ích
Do khách hàng tích cực hỗ trợ doanh nghiệp bằng cách đóng góp và lựa chọn sản phẩm mới trong tương lai nên giảm chi phí phát triển sản phẩm mới, đồng thời giảm thời gian chu kỳ và ra mắt sản phẩm mới nhanh hơn so với quy trình phát triển sản phẩm mới truyền thống. Ngoài ra, bằng cách áp dụng các thiết kế để đánh giá trước khi ra mắt bởi một mạng lưới khách hàng lớn, Co-designing giảm rủi ro thất bại của sản phẩm và giảm thiểu chi phí lưu kho.

#### Thách thức
Gặp khó khăn trong việc thu hút một số lượng lớn các nhà thiết kế để đảm bảo rằng doanh nghiệp có đủ số lượng thiết kế chất lượng cao. Ngoài ra, việc bỏ phiếu cho các thiết kế rất thu hút ở giai đoạn đầu nhưng lại nhanh chóng mất nhiệt dẫn đến nhóm người đánh giá bị thu hẹp theo thời gian. Hơn nữa, doanh nghiệp thiếu năng lực cốt lõi trong sản phẩm làm đối thủ cạnh tranh dễ dàng sao chép phương pháp của họ.

#### Ví dụ
Dịch vụ tin tức trực tuyến Digg.com (www.digg.com) và kênh truyền hình cáp Truyền hình hiện tại (www.cien.tv) đều thu được nhiều nội dung trực tiếp từ người dùng của họ. Trái ngược với cách tiếp cận tiêu chuẩn được sử dụng bởi các tổ chức tin tức thương mại, Digg.com kiểm soát biên tập theo cấp bậc và thay vào đó cho phép cộng đồng hơn 300.000 người đánh giá đăng ký bỏ phiếu cho những câu chuyện mà họ cho là xứng đáng để hiển thị.

### Submitting
Hoạt động đóng góp của khách hàng bị giới hạn, doanh nghiệp đóng vai trò chính trong việc ra quyết định.

#### Lợi ích
Submitting giúp rút ngắn chu kỳ phát triển sản phẩm và tăng khả năng tiếp cận tới các ý tưởng mới lạ do doanh nghiệp yêu cầu submitters trao quyền sở hữu ý tưởng hợp pháp  để toàn quyền sử dụng.

#### Thách thức
Submitting có thể dẫn đến các sản phẩm chưa thực sự sáng tạo vì mức độ trao quyền cho khách hàng hạn chế. Do mỗi khách hàng chỉ có một số lượng hạn chế các giải pháp sản phẩm mới để cung cấp, việc thu hút Submitters mới có thể còn quan trọng hơn việc giữ lại những người đóng góp đã được thiết lập. Vì vậy, Submitters có thể cảm thấy ít kết nối với cả công ty và thiếu động lực để hợp tác tích cực với công ty trên cơ sở liên tục.

#### Ví dụ
Nhà sản xuất thiết bị Thụy Điển Electrolux đã tài trợ cho một cuộc thi gửi hàng năm có tên là "Designlab", trong đó những người tham gia được yêu cầu gửi các thiết kế kỹ thuật và nguyên mẫu sản phẩm cho các thiết bị gia dụng tiên tiến. Sáng kiến này thu hút hàng ngàn mục trên hàng chục quốc gia. Sau đó, Electrolux chọn một nhóm nhỏ vào vòng chung kết và mời họ tham gia khóa huấn luyện 6 ngày do công ty tài trợ, nơi họ tham gia các hội thảo, trình bày các phát minh của họ và cạnh tranh để giành giải thưởng tiền mặt (www.electrolux.com/designlab)

## Các hình thức đồng sáng tạo
- Crowdsourcing: là cách thức để có được các dịch vụ, hoặc ý tưởng, hoặc nội dung bằng cách huy động sự đóng góp từ một nhóm lớn từ nhiều người tham gia.
- Mass-customization: Tùy biến đại chúng là quá trình kết hợp lợi ích của việc sản xuất hàng loạt (quy mô lớn) cho những sản phẩm được cá nhân hóa.
- P2P network: là mạng lưới phi tập trung. Tất cả mọi người đều là nhà cung cấp và cũng là người tiêu dùng để chia sẻ các tài nguyên với nhau (thường là thông tin)
- Shared resources: là cách mà nhà cung cấp và người tiêu dùng chia sẻ các nguồn lực (resources) để tạo giá trị chung (co-create value).
- Experience centers: cho phép người tiêu dùng và nhà cung cấp gắn kết, tương tác với các sản phẩm và dịch vụ.
- Open innovation: là hình thức đổi mới sáng tạo với các đối tác bên trong và bên ngoài tổ chức, cùng chia sẻ những rủi ro và cùng hưởng thành công với nhau.
- Product as a service: là cách mà người tiêu dùng trả phí (hoặc đánh đổi) để có được quyền sử dụng sản phẩm hoặc dịch vụ.
- Joint Ideation: là cách mà nhà cung cấp và người tiêu dùng cùng nhau brainstorm các ý tưởng mới.

## Vai trò của co-creation đối với doanh nghiệp và người tham gia

### Đối với doanh nghiệp
- Thu thập được nhiều thông tin về khách hàng từ đó thấu hiểu customer insight, nhu cầu cũng như những xu hướng trong ngành dựa trên góc nhìn của khách hàng.
- Tăng ý định mua và sử dụng sản phẩm mới của khách hàng đối với doanh nghiệp.
- Tăng hiệu quả của kinh doanh trong dài hạn bằng cách chia sẻ quyền thiết kế sản phẩm cho khách hàng dẫn đến việc nắm bắt được kịp thời và chính xác những mong muốn của khách hàng từ đó tăng doanh thu và giảm chi phí trọng việc phát triển sản phẩm.
- Từ việc lắng nghe những mong muốn của khách hàng trong việc phát triển các sản phẩm, dịch vụ điều đó giúp xây dựng thương hiệu trong tâm trí khách hàng với hình ảnh xác thực, chân thành hơn và giúp củng cố niềm tin và cam kết của khách hàng với doanh nghiệp.
- Tăng lợi thế cạnh tranh đối với các đối thủ trong ngành.

### Đối với người tham gia
- Thể hiện được tình yêu của mình đối với thương hiệu và có cơ hội  làm việc lâu dài với công ty bằng các được tuyển chọn vào đội ngũ nghiên cứu và phát triển của doanh nghiệp.
- Thể hiện bản sắc, tiếng nói cá nhân trong việc kiến tạo sản phẩm mới của doanh nghiệp, tiến đến bậc thang cao nhất của tháp nhu cầu của Maslow - thỏa mãn nhu cầu được thể hiện mình giữa cộng đồng. Đồng thời, khi họ thấy được vai trò quan trọng của mình cũng như được doanh nghiệp tôn trọng, người tiêu dùng sẽ có xu hướng tin tưởng và gắn bó với thương hiệu đó hơn.
- Có được nguồn thu nhập dựa trên những phần thưởng (tiền, voucher,..) từ việc cung cấp những mẫu thiết kế hữu ích cho việc phát triển sản phẩm mới của doanh nghiệp.

## Thách thức của co-creation đối với doanh nghiệp
- Cần phải thay đổi cách thức tư duy truyền thống để chuyển sang việc áp dụng co-creation về thiết kế và phát triển sản phẩm.
- Khó khăn trong việc tạo ra động lực lôi kéo người tham gia vào việc cùng sáng tạo ý tưởng.
- Thách thức trong việc lựa chọn ra được những ý tưởng của người tham gia sao cho phù hợp mục tiêu và tiềm lực của doanh nghiệp.
- Tránh làm phật lòng khách hàng khi họ đã tham gia và tốn một lượng thời gian và công sức cho việc tạo ra ý tưởng tuy vậy ý tưởng của họ không được doanh nghiệp chấp nhận.